# Господин Великий Новгород (фильм)
«Господин Великий Новгород» — советский исторический фильм 1984 года. Премьера — май 1985 года.

## Сюжет
Август 1941 года. Новгород готовится к обороне. Получив приказ оставить город, горком уходит в подполье и разворачивает партизанское движение. При этом крайне важно спасти бесценные музейные коллекции и культурные ценности. Два вагона с раритетами были вывезены в Киров ещё в июле, а последние баржи с самыми крупногабаритными предметами (такими, как Сигтунские и Корсунские врата Софийского собора и гигантские колокола Софийской звонницы) покинули город незадолго до того, как он был оставлен 19 августа 1941 года.
Войдя в город, немцы бурно отмечают это событие факельным шествием вокруг памятника тысячелетию России. Пытаясь выяснить судьбу колоколов Софийской звонницы, они сгоняют мирное население в Георгиевский собор Юрьева монастыря, запирают там и пытаются взорвать, но собор неожиданно для немцев выдерживает взрыв.
Действие во время Великой Отечественной войны чередуется с исторической ретроспективой, о борьбе Александра Невского с иноземными захватчиками. Тевтонцы, согнав народ, плавят на костре один из снятых с церкви колоколов.
По сюжету, гитлеровцы намерены окончательно уничтожить древний русский город, и для этой цели направляют туда баржу с тротилом. Подпольщики пытаются спасти Новгород — они организуют диверсию на пристани, а баржу подрывает вместе с собой один из партизан.

## О фильме
Фильм был снят по одноимённой повести Дмитрия Балашова. Автор повести в то время находился в опале у советских властей, ему хронически не хватало денег. Он был задержан милицией прямо на новгородском вокзале. Однако благодаря фильму Салтыкова Балашов смог решить часть своих проблем и приобрести жильё в Великом Новгороде.

## Критика
Критик Юрий Тюрин писал после выхода фильма в 1985 году в журнале «Советский экран», что фильм вызвал у него противоречивые чувства. Он писал, что первая часть фильма, где идёт речь о действиях новгородских властей в период Второй мировой войны, показалась ему убедительнее второй — исторической, которая «грешит приблизительностью художественных решений». Вместе с тем, по мнению критика, содержится много сильных сцен, ему также понравились натурные съёмки среди древних памятников Великого Новгорода.
Через 30 лет после премьеры фильма о нём продолжали помнить — журналист «Комсомольской правды» Александр Фролов вспоминал о нём в 2013 году, указывая, что «был одобрен зрителями и критиками и довольно натурально передал атмосферу Великой Отечественной войны» в Великом Новгороде.

## В ролях
- Олег Стриженов — Алексей Бородин
- Александр Кузнецов — Миша
- Лионелла Пырьева — Любовь
- Елена Антонова — Надежда
- Дмитрий Балашов — Ребров, художник
- Федор Одиноков — старый мастер
- Вячеслав Глушков — молодой мастер
- Михаил Жигалов — Степан
- Зинаида Кириенко — Вера
- Вячеслав Езепов — Егор Чудин
- Александр Казаков — Мохов, полицай
- Виталий Яковлев — сержант
- Дмитрий Писаренко — младший сержант
- Александр Франскевич-Лайе — князь Александр Невский
- Кенно Оя — немецкий комендант
- Янис Мелдерис — немецкий генерал
- Сергей Мучеников — немецкий офицер
- Валерий Баринов — тевтонский рыцарь
- Владимир Большов — старец
- Сергей Мартынов — полковник Красной Армии
- Сергей Пижель — дезертир-насильник

### Озвучивание
- Владимир Антоник — князь Александр
- Анна Каменкова — Надежда
- Сергей Малишевский — немецкий комендант

## Съёмочная группа
- Режиссёр — Алексей Салтыков
- Сценаристы — Юрий Лиманов и Алексей Салтыков
- Оператор — Александр Рябов
- Композитор — Юрий Буцко
- Художник — Василий Щербак